# Гревилл, Леопольд, 6-й граф Уорик
Леопольд Гай Фрэнсис Мейнард Гревилл, 6-й граф Уорик (англ. Leopold Guy Francis Maynard Greville, 6th Earl of Warwick; 10 сентября 1882 — 31 января 1928) — британский пэр и офицер. Он носил титул учтивости — лорд Брук с 1893 по 1924 год.

## Ранняя жизнь
Родился 10 сентября 1882 года на Гросвенор-сквер, 16, Лондон. Старший сын Фрэнсиса Гревилля, 5-го графа Уорика (1853—1924), и его жены Дейзи Мейнард (1861—1938). Он получил образование в Итонском колледже, в итоге он сбежал из школы, предположительно продав свою шубу и пистолет, чтобы поехать на участие во Второй англо-бурской войне.
В январе 1924 года после смерти своего отца Леопольд Гревилл унаследовал титулы 6-го графа Уорвика и 6-го графа Брука.

## Военная служба
Он участвовал в Англо-бурской войне (1899—1901). В марте 1900 года был вторым лейтенантом 7-го батальона Королевского стрелкового корпуса. В ноябре 1900 года он был произведен в чин второго лейтенанта лейб-гвардии. В 1901—1902 годах — адъютант лорда Милнера, верховного комиссара Южной Африки .
Во время Русско-японской войны (1904—1905) — корреспондент агентства Reuters. В 1907 году — адъютант генерального инспектора войск. В 1905 году Леопольд Гревилл был награждён Королевским Викторианским орденом.
Во время Первой мировой войны лорд Брук был адъютантом командующего британским экспедиционным корпусом с 1914 по 1915 год. С 1915 года — бригадный генерал и командующий 4-й канадской пехотной бригадой, а затем 12-й канадской пехотной бригадой до тех пор. В сентябре 1916 года он был ранен, после выздоровления служил в Париже в канадской миссии.

## Смерть
Он умер в доме престарелых в Хове 31 января 1928 года. Ему наследовал его старший сын Чарльз Гай Фулк Гревилл, 7-й граф Уорик.

## Личная жизнь

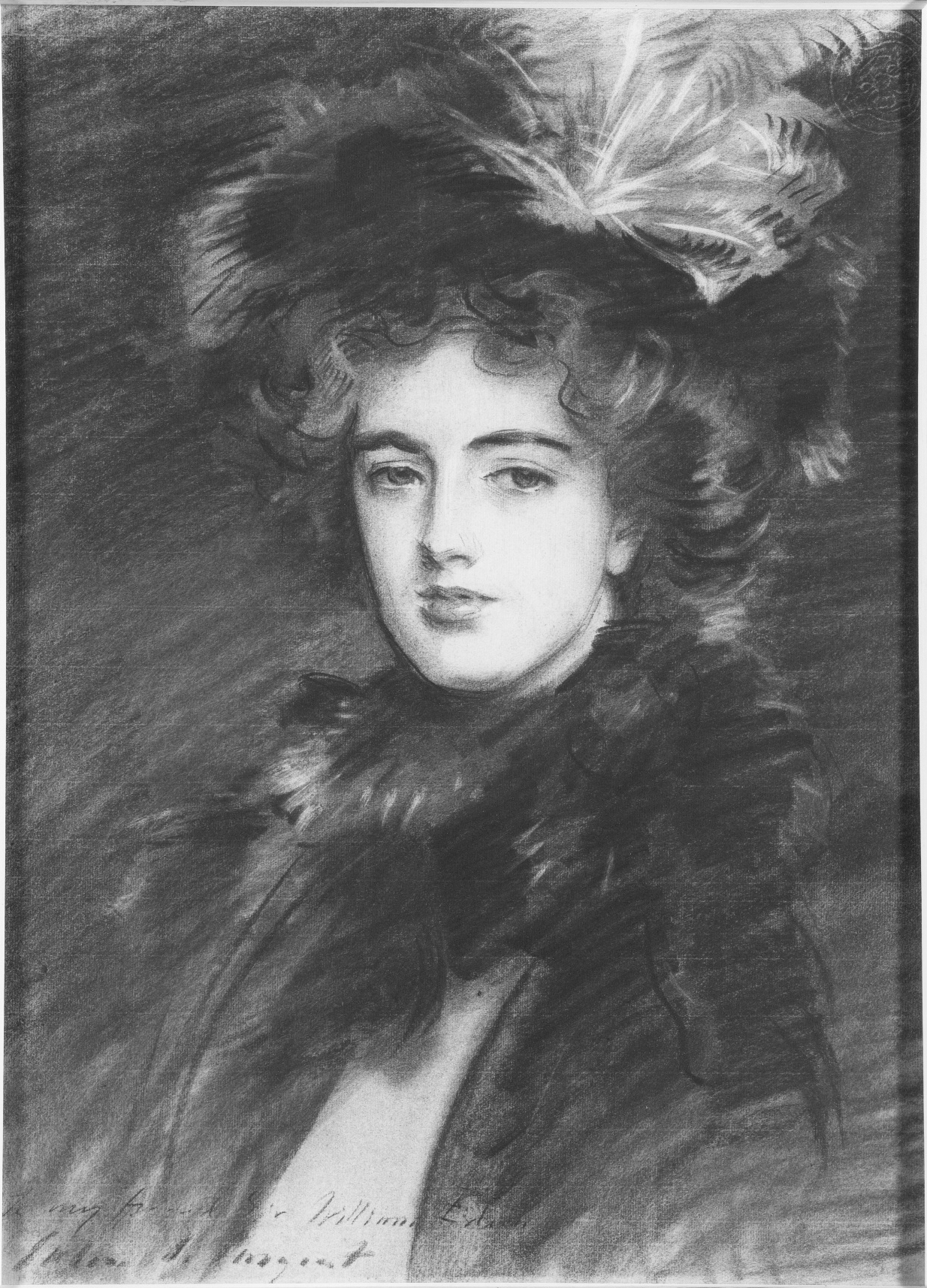
Марджори Иден, леди Брук, будущая графиня Уорвик (1887—1943) (Джон Сингер Сарджент)

29 апреля 1909 года лорд Уорвик женился на Эльфриде Марджори Иден (5 июня 1887 — 10 февраля 1943), дочери сэра Уильяма Идена, 7-го баронета (1849—1915), и Сибил Фрэнсис Грей (дочь сэра Уильяма Грея). У супругов было трое сыновей:
- Чарльз Гай Фулк Гревилл, 7-й граф Уорик (4 марта 1911 — 20 января 1984)[8], старший сын и преемник отца.
- Достопочтенный Ричард Фрэнсис Мейнард Гревилл (4 июля 1913 — 29 июня 1968)[9], с 1952 по 1968 год занимал должность управляющего больницей Университетского колледжа[7].
- Достопочтенный Джон Амброуз Генри Гревилл (2 февраля 1918 — 16 июля 1942), погибший в бою[7].

После его смерти его вдова, графиня Уорик, занимала пост мэра Уорика в 1929, 1930 и 1931 годах до своей смерти 10 февраля 1943 года.